# Rudimov
Rudimov (en allemand : Rudimow) est une commune du district et de la région de Zlín, en République tchèque. Sa population s'élevait à 253 habitants en 2020.

## Géographie
Rudimov se trouve à 4 km à l'ouest-sud-ouest de Slavičín, à 21 km au sud-est de Zlín, à 90 km à l'est-sud-est de Brno et à 269 km au sud-est de Prague.
La commune est limitée par Luhačovice au nord, par Slavičín à l'est, par Pitín au sud, et par Bojkovice à l'ouest.

## Histoire
La première mention écrite du village date de 1440.

## Transports
Par la route, Rudimov se trouve à 5 km de Slavičín, à 32 km de Zlín, à 110 km de Brno et à 316 km de Prague.